# Hilltop (Virginia Occidental)
Hilltop es un lugar designado por el censo ubicado en el condado de Fayette en el estado estadounidense de Virginia Occidental. En el Censo de 2010 tenía una población de 624 habitantes y una densidad poblacional de 368,39 personas por km².

## Geografía
Hilltop se encuentra ubicado en las coordenadas 37°56′23″N 81°9′1″O / 37.93972, -81.15028. Según la Oficina del Censo de los Estados Unidos, Hilltop tiene una superficie total de 1.69 km², de la cual 1.69 km² corresponden a tierra firme y (0.31%) 0.01 km² es agua.

## Demografía
Según el censo de 2010, había 624 personas residiendo en Hilltop. La densidad de población era de 368,39 hab./km². De los 624 habitantes, Hilltop estaba compuesto por el 93.27% blancos, el 4.81% eran afroamericanos, el 0% eran amerindios, el 0.16% eran asiáticos, el 0.16% eran isleños del Pacífico, el 0% eran de otras razas y el 1.6% pertenecían a dos o más razas. Del total de la población el 0% eran hispanos o latinos de cualquier raza.